# Јамвлих
Јамвлих (стгрч. Ἰάμβλιχος; око 245 — око 325) био је антички неоплатонистички филозоф, Порфиријев ученик, управник сиријске школе неоплатонизма у Апамеји.

## Биографија
Једини извор биографских података о Јамвлиху је дело Еунапија Сардског „Животи филозофа и софиста“. Пореклом Сиријац, рођен у Халкису. Грчко име „Јамвлих“ потиче од сиријског или арамејског иа-млику „он је краљ“ и потиче из породице свештеника-владара Емесе. Јамвлих је био Анатолијев ученик (Порфиријев ученик), а касније је студирао у Риму код самог Порфирија. По повратку у Сирију основао је своју школу у Апамеи. Проучавао је дела Питагорејаца, Платона, Аристотела, поклањајући посебну пажњу његовим делима о логици. Он је наставио да води своју школу до своје смрти.
Ученици су се обратили Јамвлиху са обраћањем „Божански Учитељу“. О њему се причало да је био способан да левитира до висине до 10 лаката (5 метара), при чему су му тело и одећа били испуњени златним сјајем.

## Канон Јамвлиха
Посебност Јамвлиховог учења је комбинација платонизма са елементима питагорејства, мистицизма халдејских пророчишта и паганских култова. Јамвлих је такође проучавао астрологију, магију, прорицање судбине и праксу екстатичног успона у „надчулне сфере“.
Јамвлих је у езотеричном духу коментарисао Платонова дела, која су имала велики утицај на развој окултизма; утицао на Пика дела Мирандолу, кабалисте и др. Истовремено, Јамвлих је приметио разлику не само између езотеризма и религије, већ и између езотеризма и филозофије: „о езотеризму се мора размишљати езотерично, о филозофији – филозофски.
Јамвлихов метод коментарисања Платонових дијалога (тумачење у свим аспектима – етичком, логичком, космолошком, физичком, итд.) је од великог историјског и филозофског значаја, који је одредио све касније неоплатонске коментаре и редослед проучавања дијалога, све до Фирентинске платонске академије . „Јамблихов канон“ обухвата дванаест дијалога, који се састоје од два циклуса.
Први циклус:
- Алкибијад 1 - увод у филозофију;
- Горгиас
- Федон - етика;
- Кратил
- Теетет - логика;
- софиста,
- Политичар - физика;
- Федар,
- Празник – богословље;
- Филеб је сажетак главних проблема Платонове филозофије.

Други циклус (највиши):
- Тимеј - физика;
- Парменид – теологија.

Након проучавања Платонове филозофије, очекивало се читање и тумачење халдејских пророчишта, која су од Јамвлиховог времена постала саставни део филозофског курса у неоплатонским школама.

## Јамвлихови ученици
Од Јамвлихових ученика најпознатији су Дексип, Теодор Асински и Едесије, који припадају пергамонској школи неоплатонизма. Утицај Јамвлиха искусио је и римски цар Јулијан Отпадник, који га је ставио на друго место после Платона, филозофа неоплатониста Прокла Дијадоха, преко којег је идеје Јамвлиха усвојио Псеудо-Дионисије Ареопагит, и атинска школа неоплатонизма уопште. Јамвлих је такође дао повода за схоластичку традицију неоплатонизма, која је прешла у дела византијских аутора као што је Михаил Псел, а касније и у западну филозофију.

## Теоријска филозофија
Теоријска филозофија Јамвлиха наставља развој главних Плотинових категорија које су започеле пре њега: Једно, Ум и Душа. Код Јамвлиха су ове категорије даље диференциране и терминолошки формализоване.
Најзначајније је Јамвлих развио сферу Једног. Дакле, у Једној брани Јамвлих разликује две Једине. Први од њих – као и сам Плотин – је изнад свега бића, сваког знања и сваког имена. Други је почетак свега што следи и зато се назива не само Јединим, него и Добрим. Ово друго јединство је повезано кроз опозицију граничног и бесконачног са Једно-постојећим (у складу са другом Парменидовом хипотезом).
У сфери ума, Јамвлих разликује тријаду: биће – живот – ум, односно замисливо (биће), мишљење (ум) и идентитет оба (живот). То. у сфери његовог ума сједињују се интелигибилни космос и мислећи космос, а тиме и функције парадигме и демијурга (у смислу космогонијских термина Тимеја).
Душа је укључена у ум у мери своје рационалности и постављена је изнад свих унутаркосмичких душа као монада. Јамвлих је строго разликовао душе људи, које су вечно повезане са интелигибилном природом, од душа животиња и није дозволио њихов међусобни прелаз (што је теоријски поткрепио Плотин).
Овај развој је само почетак даље диференцијације, која поприма облик строго тријадне конструкције. Овде се код Јамвлиха већ јављају схоластика и шематизам карактеристични за касни неоплатонизам, који продиру чак иу његове нај„дијалектичке“ конструкције, које имају изражен мистични карактер.
Према његовом учењу, и „чисти умови“ и „душа“ су надсветски богови. Испод њих су небески богови у свемиру. Они „воде“ у односу на 12 светских сфера - земљу, воду, ваздух, ватру, седам планета и етар. Истовремено, број богова се повећава; пошто 12 небеских богова такође формирају тријаде, има их само 36 и након множења са 10 њихов број достиже 360, по броју дана древне историје да (на основу поделе круга на 360 степени). За њима следе небески богови и демони појединаца и народа који „заштићују“.

## Практична филозофија
У својој практичној филозофији, Јамвлих такође води линију обнављања паганске религије. Он настоји да обнови сва њена веровања, све ритуале и култне радње, све легенде о чудима, све предзнаке и молитве. Антропологија Јамвлиха посвећена је таквој тенденцији: он сматра да је главно у човеку да не буде усредсређеност на созерцавање природе и космоса, већ да верује у богове и комуницира са њима.
Јамвлих сматра моралне и политичке врлине само нижим нивоима. Највиша је врлина апсолутног јединства са боговима. Задатак Јамвлиха је да схвати суштину теургије, мантике, жртве и молитве. Он настоји да класификује све главне појаве у свакој од ових религијских области.
Јамвлих је прогласио догму о „универзалном договору видовњака свих времена и народа“. Сви источњачки и грчки мудраци, мађионичари и гатари, песници и филозофи, веровао је Јамвлих, у сваком тренутку су прокламовали исту непроменљиву и непогрешиву доктрину, коју је од виталног значаја разумети и правилно протумачити да бисмо се уверили у њено јединство.

## Есеји
Скуп питагорејских учења, од којих су сачувани Живот Питагоре, Увод у аритметику Никомах, Теологумен аритметике.
Коментари на дела Платона (Федор, Тимеј, Парменид, Алкибијад, Федон, Филеб, Софиста) и Аристотела (Категорије, Прва аналитика, О тумачењу, „О небу“) познати су само из појединачних фрагмената.
У есеју „О египатским мистеријама“ Јамвлих дефинише Теургију, разматра питања сродства душе са вишим родовима, разлику између богова и демона, хијерархију божанстава, чистоту свештеника, даје дефиницију блаженства. као циљ човека, разматра проблем појединачног демона и његов однос са проблемом судбине, даје тумачење и класификацију прорицања судбине, жртвовања и свештеничке симболике Египћана, даје кратак резиме египатске теологије.
Заједно са Јулијаном Халдејом и Јулијаном Теургиком, Јамвлих је написао низ дела о магији и окултизму - „Књигу тајни“, „О халдејским пророчиштима“ итд.
Трактат „О души“, чији је фрагмент сачуван у Стобијевој „Антологији“. Стобеј је такође сачувао Јамвлихова писма „О судбини“ и „О дијалектици“.
Остала дела су позната углавном по насловима („Халдејска теологија“, „Платонова теологија“ итд.).